# پائول سوفوس اپستاین
 پائول سوفوس اپستاین (انگلیسی: Paul Sophus Epstein؛ زاده ۲۰ مارس ۱۸۸۳ درگذشته ۸ فوریهٔ ۱۹۶۶) یک ریاضی‌دان، و فیزیک‌دان اهل ایالات متحده آمریکا بود.